# With a Little Help
With a Little Help é uma coleção composta principalmente de contos e novelas de ficção científica anteriormente publicadas por Cory Doctorow, com um novo conto. Cada história inclui uma descrição pelo autor, e a antologia inclui uma introdução de Jonathan Coulton e um postulado de Russell Galen.